# Andrėj Ščarbakoŭ
Andrėj Anatolevič Ščarbakoŭ (in bielorusso Андрэй Анатолевіч Шчарбакоў?, traslitterazione anglosassone: Andrey Anatolyevich Shcharbakow; Minsk, 31 gennaio 1991 – Talačyn, 17 dicembre 2018) è stato un calciatore bielorusso, di ruolo portiere.
È morto il 17 dicembre 2018 in seguito a un incidente stradale.

## Palmarès

### Club

#### Competizioni nazionali
- Campionato bielorusso: 2

BATE: 2011, 2012
- Supercoppa di Bielorussia: 1

BATE: 2011